# Гергьо Богар
Гергьо Богар (угор. Gergő Bogár; 28 серпня 1991, Шальготар'ян) — угорський футбольний арбітр. Він судить матчі в чемпіонаті Угорщини з 2018 року. Арбітр ФІФА та УЄФА з 2020 року.

## Суддівська кар'єра
1 вересня 2018 року Богар відсудив свій перший матч у чемпіонаті Угорщини. Під час матчу між «Мезекевешдом» і «Пушкаш Академією» (2–0) арбітр тричі показав жовту картку.
У єврокубках дебютував 27 серпня 2020 року під час матчу між даниловградською «Іскрою» та пловдівським «Локомотивом» у рамках першого кваліфікаційного раунду Ліги Європи УЄФА. Гра закінчилася з рахунком 0–1, а Богар тричі показував жовту картку.
Свій перший міжнародний матч на рівні збірних він відсудив 4 вересня 2021 року, коли Катар програв Португалії з рахунком 1–3. Під час цього поєдинку угорець роздав три жовті картки та прямою червоною карткою вилучив з поля двох катарців.
Богар судив фінал Кубка Угорщини 2021 року.